# فهرست شخصیت‌های فرار از زندان

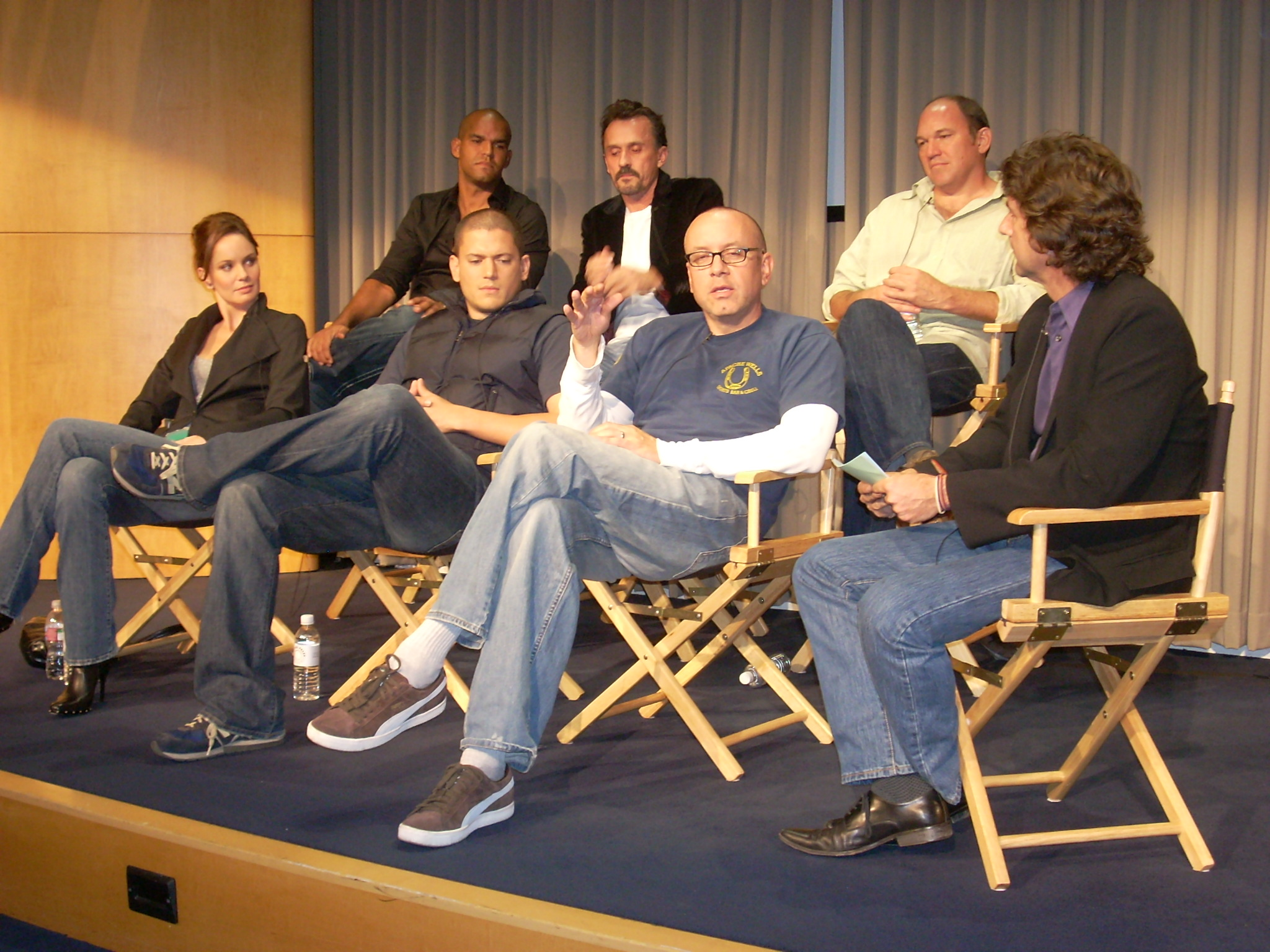
ردیف پشت، از سمت چپ به راست: آمائوری نالاسکو، رابرت نپر، وید ویلیامز
ردیف جلو از سمت چپ به راست: سارا وین کالیز، ونتورث میلر و مت اولمستد (سازنده اختصاصی سریال)

| ونتورث میلر                            | مایکل اسکافیلد                 | اصلی            | اصلی            | اصلی            | اصلی            | اصلی            |                 |                 |
| دامینیک پرسل                           | لینکلن باروز                   | اصلی            | اصلی            | اصلی            | اصلی            | اصلی            |                 |                 |
| رابرت نپر                              | تئودور بگول (تی‌بَگ)             | اصلی            | اصلی            | اصلی            | اصلی            | اصلی            |                 |                 |
| آموری نولاسکو                          | فرناندو سوکره                  | اصلی            | اصلی            | اصلی            | اصلی            | دوره‌ای          |                 |                 |
| سارا وین کالیز                         | سارا تانکردی                   | اصلی            | اصلی            | فلش بک          | اصلی            | اصلی            |                 |                 |
| وید ویلیامز                            | برد بلیک                       | اصلی            | اصلی            | اصلی            | اصلی            | Does not appear |                 |                 |
| پل آدلستین                             | پل کلرمن                       | اصلی            | اصلی            | Does not appear | مهمان           | دوره‌ای          |                 |                 |
| راکموند دانبار                         | بنجامین مایلس فرانکلین (سی‌نوت) | اصلی            | اصلی            | Does not appear | مهمان           | اصلی            |                 |                 |
| مارشال آلمن                            | اِل‌ جِی باروز                    | اصلی            | اصلی            | دوره‌ای          | مهمان           | Does not appear |                 |                 |
| رابین تونی                             | ورونیکا داناوان                | اصلی            | مهمان           | Does not appear | Does not appear | Does not appear |                 |                 |
| استیسی کیچ                             | هِنری پاپ                       | اصلی            | مهمان           | Does not appear | Does not appear | Does not appear |                 |                 |
| پیتر استورماره                         | جان آبروزی                     | اصلی            | مهمان           | Does not appear | Does not appear | Does not appear |                 |                 |
| موس واتسون                             | چارلز وِستمورلَند                | اصلی            | Does not appear | Does not appear | مهمان           | Does not appear |                 |                 |
| فرانک گریلو                            | نیک ساروین                     | اصلی            | Does not appear | Does not appear | Does not appear | Does not appear |                 |                 |
| دنی مک‌ کارتی                           | دَنی هِیل                        | اصلی            | Does not appear | Does not appear | Does not appear | Does not appear |                 |                 |
| پاتریشیا وتینگ                         | رئیس جمهور کارولین رِینولدز     | اصلی            | دوره‌ای          | Does not appear | Does not appear | Does not appear |                 |                 |
| لین گریسون                             | دیوید آپولسکیس (توئینر)        | اصلی            | دوره‌ای          | Does not appear | Does not appear | Does not appear |                 |                 |
| ویلیام فیکنر                           | الکساندر ماهون                 | Does not appear | اصلی            | اصلی            | اصلی            | Does not appear |                 |                 |
| رجی لی (بازیگر)                        | بیل کیم                        | Does not appear | اصلی            | Does not appear | Does not appear | Does not appear |                 |                 |
| لئون راشام                             | ژنرال جاناتان کِرانتس           | Does not appear | دوره‌ای          | مهمان           | اصلی            | Does not appear |                 |                 |
| جودی لین اویکیف                        | گِرِچِن مورگان                    | Does not appear | Does not appear | اصلی            | اصلی            | Does not appear |                 |                 |
| دانای گارسیا                           | سوفیا لوگو                     | Does not appear | Does not appear | اصلی            | مهمان           | Does not appear |                 |                 |
| کریس ونس                               | جیمز ویسلر                     | Does not appear | Does not appear | اصلی            | مهمان           | Does not appear |                 |                 |
| رابرت ویزدم                            | نورمن لِچِرو                     | Does not appear | Does not appear | اصلی            | Does not appear | Does not appear |                 |                 |
| مایکل راپاپورت                         | دانلد (دان) سِلف                | Does not appear | Does not appear | Does not appear | اصلی            | Does not appear |                 |                 |
| مارک فیورستین                          | جِیکوب نِس (پوسایدون)            | Does not appear | Does not appear | Does not appear | Does not appear | اصلی            |                 |                 |
| آگوستوس پرو                            | دیوید مارتین (ویپ)             | Does not appear | Does not appear | Does not appear | Does not appear | اصلی            |                 |                 |
| اینبار لاوی                            | شیبا                           | Does not appear | Does not appear | Does not appear | Does not appear | اصلی            |                 |                 |
| ریک یان                                | جا                             | Does not appear | Does not appear | Does not appear | Does not appear | اصلی            |                 |                 |
| استیو موزاکیس                          | وَن گوگ                         | Does not appear | Does not appear | Does not appear | Does not appear | اصلی            |                 |                 |
| مارینا بندیکت                          | اِی دَبِلیو                       | Does not appear | Does not appear | Does not appear | Does not appear | اصلی            |                 |                 |
| مت دی‌ کارو                             | روی گِری                        | دوره‌ای          | دوره‌ای          | Does not appear | Does not appear | Does not appear |                 |                 |
| سیلاس وایر میچل                        | چارلز پاتوشیک (هیوایِر)         | اصلی            | اصلی            | مهمان           | Does not appear | Does not appear | Does not appear | Does not appear |
| جان بیلینگزلی (فصل ۱) و جف پری (فصل ۲) | تِرَنس اِستیدمن                   | دوره‌ای          | دوره‌ای          | Does not appear | Does not appear | Does not appear |                 |                 |
| باربارا ایو هریس                       | فِلیشیا لَنگ                     | Does not appear | دوره‌ای          | دوره‌ای          | دوره‌ای          | Does not appear |                 |                 |
| کارلو آلبان                            | مک گریدی                       | Does not appear | Does not appear | دوره‌ای          | Does not appear | Does not appear |                 |                 |
| کاتلین کویینلان                        | کِریستینا رز اِسکافیلد           | Does not appear | Does not appear | Does not appear | دوره‌ای          | Does not appear |                 |                 |
| شنون لوچیو                             | تِریشِن اسمیت                    | Does not appear | Does not appear | Does not appear | دوره‌ای          | Does not appear |                 |                 |
| فران طاهر                              | جَمیل                           | Does not appear | Does not appear | Does not appear | Does not appear | دوره‌ای          |                 |                 |
| لئو رانو                               | لوکا آبروزی                    | Does not appear | Does not appear | Does not appear | Does not appear | دوره‌ای          |                 |                 |

## مایکل اسکافیلد
ونتورت میلر در نقش مایکل اسکافیلد قهرمان باهوش داستان که سرانجام موفق می شود برادر خود لینکلن باروز را از زندان فاکس ریور فراری دهد که با مشکلاتی چالش برانگیز در طول مسیرشان برمی‌خورد . (حضور در ۹۰ قسمت، (فصل ۱، ۲، ۳، ۴ و ۵)

## لینکلن باروز
دومینیک پرسل در نقش لینکلن باروز برادر مایکل اسکافیلد متهم به قتل برادر معاون رئیس‌جمهور. (حضور در ‌۹۰ قسمت، فصل (۱، ۲، ۳، ۴ و ۵)

## تئودور بگول ( تی بگ )
رابرت نپر در نقش تئودور بگول ( تی بگ ) یک منحرف جنسی و قاتلی بی رحم است . در فصل پنجم چهره او عوض شده و چهره خوبی را از خود نشان میدهد اما باز هم به زندان برمیگردند. ( حضور در ۸۹ قسمت ، فصل ۱ ، ۲ ، ۳ ، ۴ و ۵ )

## فرناندو سوکره
آمائوری نولاسکو در نقش فرناندو سوکره هم سلولی و بهترین دوست مایکل است. او در فصل اول موفق به فرار از فاکس ریور می‌شود. در فصل سوم برای فرار مایکل از سونا کمک‌های زیادی می‌کند و سر انجام به علت همکاری با فراری‌ها دستگیر و در سونا زندانی می‌شود. بعدها در فصل چهارم او به دوستش مایکل در پیدا کردن سیلا کمک می‌کند و سپس در حضور ۳ قسمتی اش در فصل پنجم به مایکل در سفر به آمریکا کمک می‌کند. (حضور در فصل ۱، ۲، ۳، ۴ و ۵)

## سارا تانکردی
سارا وین کالیز در نقش معشوقه مایکل و پزشک زندان فکس ریور است. او محبوب‌ترین شخصیت زن سریال است. او در فصل اول بدون دانستن نقشه فرار به مایکل علاقه‌مند می‌شود و سرانجام به مایکل در فرار کمک می‌کند. در فصل دوم به علت از دست دادن شغل روی به مواد مخدر می‌آورد. در اواخر فصل دوم او مرتکب یک قتل می‌شود که مایکل مسئولیت آن قتل را به عهده می‌گیرد و به زندان می‌رود. در فصل سوم گرچن مرگان یکی از مأموران سازمان سارا را گروگان میگرد، سپس خبر قتل سارا به گوش مایکل می‌رسد اما در فصل چهارم مایکل متوجه می‌شود که سارا زنده است. سارا در پیدا کردن سیلا به مایکل کمک می‌کند. در فصل پنجم وی به درمان مایکل در یونان کمک می‌کند. (حضور ۶۹ قسمت فصل ۱، ۲، ۳، ۴ و ۵)

## براد بلیک
وید ویلیامز در نقش براد بلیک رئیس نگهبانان زندان فاکس ریور که جان خود را برای نجات لینکلن،مایکل و سوکره فدا کرد. (حضور ۶۷ قسمت، فصل ۱، ۲، ۳ و ۴ )

## الکساندر ماهون
ویلیام فیکنر، سرپرست تیم جستجو برای یافتن زندانیان که در جریان تعقیب یک زندانی غیرقانونی او را به قتل می‌رساند و زمانی که سازمان متوجه این موضوع می‌شود او را به خدمت میگیرد. اما بعد به دلیل قتل پسرش توسط سازمان او علیه سازمان موضع میگیرد و به کمک مایکل، لینکلن، سارا، سوکره و بلیک به دنبال سیلا میگردد و به مایکل وفادار میماند. (حضور در۵۹قسمت، فصل ۲و۳و۴) .

## پل کلرمن
عضو آدم‌کش سازمان که بسیاری از شخصیتهای خوب در فصل اول به دست او به قتل می‌رسند. اما بعد با اعتراف علیه سازمان و کمک به تبرئه لینکلن و سارا ناجی این دو شخص می‌شود و سپس توسط سازمان و ون گوگ (از افراد پوسایدون) به قتل می‌رسد. ایفاگر این نقش پائول آدلستین می‌باشد.(حضور در۴۶قسمت، فصل۱و۲و۴و۵)

## ال جی باروز
ال جی باروز (مخفف لینکلن جونیور باروز) شخصیتی است که نقش آن را مارشال آلمن بازی می‌کند.
او پسر لینکلن باروز متهم به قتل برادر معاون رئیس‌جمهور است او که در شرایط بدی قرار دارد از پدرش متنفر است او پس از کشته شدن مادر و پدرخوانده اش متوجه بی گناهی پدرش می‌شود ضمناً افراد سازمان طوری وانمود می‌کنند که ال جی آنان را کشته‌است او به وکیل پدرش ورونیکاداناوان پناه می‌برد او هنگامی که می‌خواهد از یکی از افراد سازمان به نام پل کلرمن انتقام بگیرد دستگیر می‌شود. در فصل دوم پلیس ال جی را آزاد می‌کند برای این که از او برای تله برای لینکلن استفاده کنند اما موفق نمی‌شوند در آخر ال جی به پیش پدر بزرگش می‌رود. او در فصل سوم توسط گرچن مورگان گروگان گرفته می‌شود و سرانجام با جیمز ویسلر مبادله می‌شود.
ال جی در فصل چهارم با سوفیا لوگو در پاناما زندگی می‌کند. (حضور در۴۴قسمت، فصل ۱و۲و۳و۴)

## بنجامین مایلس فرانکلین (سی نوت)
عضو سابق ارتش آمریکا و یکی از فراری‌های فکس ریور که به جرم حمل مواد مخدر به ۸ سال حبس محکوم می‌شود و در فصل آخر به مایکل و همراهانش کمک‌هایی می‌کند. در فصل پنجم وی به اسلام روی می آورد. (۴۹قسمت، فصل۱و۲و۴و۵)

## گرچن مورگان
گرچن شخصیتی است که نقش آن را جودی لین اویکیف بازی کرده‌است. او در فصل سوم، سارا تانکردی و ال جی باروز را گروگان می‌گیرد و دستور فراری دادن ویسلر را به مایکل می‌دهد. در فصل چهارم مایکل از او می‌خواهد جای سارا را به او بگوید اما موفق نمی‌شود وقتی مشخص می‌شود که ویسلر به سازمان خیانت کرده او را زندانی می‌کنند ولی او فرار کرده و قصد دارد از سازمان انتقام بگیرد او سیلا را بدست می‌آورد ولی به خاطر یک اشتباه آن را از دست می‌دهد او در هنگام مبارزه با افرادی که سیلا را در اختیار دارند زخمی می‌شود و به زندان میامی می‌رود. (حضوردر۳۷ قسمت، فصل۳و۴)

## ورونیکا داناوان
ورونیکا داناوان شخصیتی است که نقش آن را رابین تونی بازی می‌کند. او نامزد و وکیل لینکلن باروز متهم به قتل ترنس استیدمن برادر معاون رئیس‌جمهور می‌باشد او در طول فصل یک به دنبال حقیقت و بی گناهی لینکلن است. در فصل دوم او که متوجه می‌شود ترنس استیدمن زنده‌است او را می‌یابد اما مأموران سازمان سر می‌رسند و او را می‌کشند. (حضوردر۲۳قسمت، فصل۱و۲)

## هنری پاپ
استیسی کیچ در نقش هنری پاپ رئیس خوش قلب و عاشق‌پیشه زندان فاکس ریور. (حضور در ۲۲ قسمت،فصل ۱و۲)

## دانالد سلف
دانالد سلف شخصیتی است که نقش آن را مایکل راپاپورت بازی می‌کند. او یک مأمور سازمان امنیت ملی است او با مایکل معامله می‌کند. سیلا در ازای نابودی سازمان اما وقتی مایکل سیلا را به او می‌دهد او سیلا را می‌دزدد و قصد فروشش را دارد اما سیلا را از دست می‌دهد و در تلاش مجدد برای بدست آوردن سیلا فلج می‌شود. (حضور۲۲قسمت در فصل۴)

## لوییس پاترسون
یکی از زندان بان‌های زندان فاکس ریور می‌باشد.

## جان آبروزی
شخصیتی است که پیتر استورماره نقشش را بازی می‌کند. آبروزی عضو ارشد یکی از سازمان های مافیایی و رئیس اوباش در شیکاگو است که به حبس ابد محکوم شده و هم زندانی مایکل است او همچنین یکی از هشت فراری زندان فاکس ریور می‌باشد. او پس از فرار از فاکس ریور توسط الکساندر ماهون کشته می‌شود. (حضور۲۰قسمت، فصل ۱و۲)

## چارلز وستمورلند
موس واتسون در نقش چارلز وستمورلند، مردی که متهم به سرقت یک و نیم میلیون دلار پول بوده و به خاطر بیماری دخترش تصمیم به فرار می‌گیرد اما توسط بلیک هنگام فرار زخمی می‌شود و به قتل می‌رسد. که در فصل چهار، مایکل هنگامی که دچار ایست قلبی می‌شود با روح او صحبت می‌کند. (حضور۱۹ قسمت فصل اول و یک قسمت فصل چهارم)

## فلیشیا لنگ
مأمور FBI و همکار آلکساندر ماهون که سعی می‌کند به او کمک کند و در پایان فصل چهار اورا می‌بینیم که با ماهون وارد رابطه عاشقانه شده است. (حضور۱۹ قسمت)

## نیک ساروین
فرانک گریلو در نقش نیک ساروین، وکیل لینکن باروز که با تهدید دوستان جان آبروزی به او کمک می‌کند ولی بعداً پشیمان می‌شود و همراه پدرش توسط افراد او به قتل می‌رسند. (حضور درفصل اول۱۸قسمت)

## دنی هیلز
همکار پل کلرمن که در بسیاری از قتل‌ها به پل کمک می‌کند از جمله قتل مادر ال جی باروز. او از کار خود پس از مدتی پشیمان می‌شود ولی قبل از آنکه بتواند کمکی به ورونیکا کند توسط کلرمن به قتل می‌رسد. او در ۱۸ قسمت فصل یک حضوردارد.

## رئیس جمهور رینولد
پاتریکا وتینگ در نقش معاون رئیس جمهور،که بعد از کشتن رئیس جمهور جایگزین او می‌شود.او تسلیم خواستهٔ مایکل اسکافیلد نمی‌شود و استعفا می‌دهد. (فصل ۱و۲ حضور در ۱۸قسمت)

## بیل کیم
آدم‌کش سازمان که بعد از کلرمن دست به قتل می‌زند و توسط سارا تانکردی کشته می‌شود.بازیگر نقش آن رجی لی است که اصلیتی فیلیپینی دارد. (حضور۱۶ قسمت در فصل۲)

## سوفیا لوگو
سوفیا لوگو نامزد جیمز ویسلر شخصیتی است که نقش آن را دانای گارسیا بازی می‌کند. او نامزد جیمز ویسلر می‌باشد کسی که دستور فرار او را به مایکل دادند. او در این فصل با کمک لینکلن باروز متوجه می‌شود که نامزدش با یک اسم جعلی به نام گری میلر برای سازمان کار می‌کند او پس از فرار جیمز از زندان رابطه اش را با او قطع می‌کند و نامزد لینکلن می‌شود.
او در فصل چهار در پاناما زندگی می‌کند و در آخر تدارکات را برای ورود لینکلن و همراهانش پس از فراری دادن سارا از زندان آماده می‌کند. در فصل پنج با اینکه وی بازی نکرده اما مشخص می‌شود که پس از مرگ جعلی مایکل مدتی با لینکلن به کار مشغول بوده اما با هم به تفاهم نمی‌رسند و رابطه خود را با لینکلن قطع می‌کند. (حضور۱۵قسمت در فصل۳و۴)

## روی گری
زندان بان اخراج شده از فکس ریور که بعد از فرار زندانیان با بلیک آن‌ها را تعقیب می‌کند و توسط تئودور بگول به شکل فجیهی کشته می‌شود. (فصل۱و۲، حضور۱۴ قسمت)

## جیمز ویسلر
جیمز ویسلر شخصیتی است که کریس ونس نقش او را بازی می‌کند. او همراه با مایکل در فصل سوم از زندان فرار می‌کند و با ال جی مبادله می‌شوند. و در ابتدای فصل چهارم پس از خیانت به سازمان کشته می‌شود.
(حضور در فصل سوم و چهارم)

## دیوید آپولسکیس(توئینر)
لین گریسون این نقش را بازی کرده‌است. دیوید آپولسکیس یکی از هشت فراری فاکس ریور می‌باشد که سرانجام به دست الکس ماهون کشته می‌شود.
(حضور در فصل اول و دوم)

## لِچـِرو
او زندانیِ ارشد زندانی به نام سونا در پاناماست. او که به جرم قاچاق به زندان افتاده‌است در همان ابتدا با مایکل مشکل پیدا می‌کند. مایکل که می‌خواهد از امکانات او برای فرار استفاده کند، به او در ادارهٔ زندان کمک می‌کند، اما او متوجه می‌شود و تقاضا می‌کند همراه مایکل در فرارش باشد، ولی مایکل هنگام فرار به او کلک می‌زند و او هنگام فرار تیر می‌خورَد و سرانجام به دست تئودور بگول خفه می‌شود (فصل ۳حضور در ۱۳ قسمت)

## کریستینا رز اسکوفیلد
کاتلین کویینلان در نقش کریستینا رز اسکوفیلد مادر مایکل؛ که در فصل چهار حضور دارد. قدرت او از ژنرال جانتان کراس بیشتر است و برکناری رئیس‌جمهور رینولدز به خاطر او بوده. تمامی اتهامات لینکلن باروز به خاطر او است. او در این مدت زنده بوده و برای سازمان کار می‌کرده‌است که سرانجام با شلیک گلوله ای توسط سارا تانکردی کشته می‌شود.
(حضور در فصل چهارم)

## ترنس استیدمن
جف پری در نقش ترنس استیدمن، برادر معاون رئیس‌جمهور (فصل دوم) که همه گمان می‌کردند مرده و در نهایت خود کشی می‌کند.

## چارلز پاتوشیک (هیوایر)
سیلاس وایر میشلدر در نقش هیوایر، هم اتاقی دوم مایکل اسکافیلد که یک بیمار روانی است. اما حافظه فوق‌العاده‌ای دارد. او یکی از هشت فراری زندان فکس ریور است که هنگام بازداشت توسط آلکس ماهون تحریک می‌شود و خودکشی می‌کند. (فصل اول، دوم و یک قسمت از فصل سوم)

## مک گریدی
نوجوانی که عاشق بسکتبال است و در زندان سونا کمک‌هایی به مایکل می‌کند و در آخر به همراه مایکل اسکافیلد از زندان سونا فرار می‌کند.
```
(حضور در فصل ۳ )
```

## جیکوب نس
مارک فیورستین در نقش جیکوب نس (پوسایدون(پیسیدین)، همسر دوم سارا تانکردی و یکی از مأموران سازمان است که در فصل پنج حضور دارد. وی عامل مردن جعلی و زندانی شدن مایکل در یمن است. مایکل در مدت مرگ جعلی اش برای وی کار می‌کرده تا خانواده اش را نجات دهد. در آخر سارا از وی جدا شده و به خاطر کشتن یکی از مقامات ارشد سازمان که گناه آن به گردن مایکل می افتد دستگیر شده و در زندان فاکس ریور زندانی می‌شود و با تی بگ هم سلولی میشود. سپس سریال در حال درگیری تی بگ با جیکوب به پایان می‌رسد.

## ویپ
آگوستوس پرو در نقش ویپ (دیو مارتین)، یکی از زندانیان اوگاجیا در یمن و از هم سلولی‌ها و دوستان مایکل در فصل پنجم است و به کمک مایکل از زندان اوگاجیا فرار کرده و همراه او باز می‌گردد. در آخر معلوم می‌شود که وی پسر تی بگ است و سپس توسط ای دبلیو (یکی از افراد پوسایدون) کشته می‌شود.

## جا
ریک یان در نقش جا، یکی از هم سلولی‌های مایکل در زندان اوگاجیای یمن (فصل پنجم) است. او که پس از آزادی می خواست به کشورش باز گردد، در آخر در منطقه ای خود مختار در یمن می‌ماند.

## شیبا
اینبار لاوی در نقش شیبا، یکی از شخصیت‌های فصل پنجم است که به لینکلن و فرانکلین برای آزادی مایکل در یمن کمک می‌کند. پس از تصرف یمن توسط داعش، همراه پدرش به آمریکا می‌رود و در کنار لینکلن زندگی می‌کند.

## ون گوگ
یکی از شخصیت‌های فصل پنجم. او برای پوسایدون کار می‌کند و به همراه ای دبلیو مسئول تعقیب و کشتن مایکل و اعضای گروه است. وی سر انجام به نیت پوسایدون پی می‌برد و توسط ای دبلیو تیر خورده و در بیمارستان بستری می‌شود.

## ای دبلیو
یکی از شخصیت‌های فصل پنجم. او برای پوسایدون کار می‌کند و به همراه ون گوگ مسئول تعقیب و کشتن مایکل و اعضای گروه است. وی سر انجام پس از کشتن ویپ، توسط تی بگ کشته می‌شود.

## جَمیل
فران طاهر در نقش جَمیل یکی از شخصیت‌های فصل پنج است که یکی از افراد دولتی یمن و پدر شیبا است که پس از تصرف یمن توسط داعش، همراه دخترش به آمریکا می‌رود.

## لوکا آبروزی
پسر جان آبروزی که به دلیل اینکه لینکن به وی بدهکار است دنبال او می‌گردد اما سرانجام لینکلن وی را به مقامات لو داده و توسط پلیس دستگیر می‌شود.

## تریشن
منشی شرکت گیت که در فصل چهارم حضور دارد.وی همکار دان سلف بود.او فکر می کرد که دان می خواهد سازمان را نابود کند اما در نهایت پس از اینکه دان سیلا را بدست می آورد، تریشن ( با نام اصل ویلیامز) را می کشد. شنون لوچیو این نقش را بازی می‌کند.